# Gamarde-les-Bains
Gamarde-les-Bains – miejscowość i gmina we Francji, w regionie Nowa Akwitania, w departamencie Landy.
Według danych na rok 1990 gminę zamieszkiwało 857 osób, a gęstość zaludnienia wynosiła 45 osób/km² (wśród 2290 gmin Akwitanii Gamarde-les-Bains plasuje się na 490. miejscu pod względem liczby ludności, natomiast pod względem powierzchni na miejscu 571.).